# Tangshan
För andra betydelser, se Tangshan (olika betydelser).
Tangshan är en stad på prefekturnivå och den största staden i den kinesiska provinsen Hebei, och har 3 miljoner invånare på en yta av 3 596 km².

## Historia
Det som i dag är Tangshan blev en viktig industriort i slutet på 1800-talet, då Qingdynastin anlade ett antal kolgruvor i Kaiping för att förstärka Kinas industriella och militär kapacitet.
1976 inträffade en stor jordbävning i staden. Den mätte upp till 7,8 på Richterskalan och orsakade enorm förstörelse, med uppemot 250 000 döda. 

## Näringsliv
Tangshan är en viktig industriort som har haft stora problem med föroreningar. I storstadsområdet är ett dussintal stålverk belägna vars stålproduktion står för en tiondel av Kinas totala produktion av stål.
Staden är också känd för sin porslinsindustri och för sina kolgruvor, som öppnades i slutet på 1800-talet.

## Administrativ indelning
Staden är indelad i sex distrikt, under staden lyder sex härad och två städer på häradsnivå.
Fengnans stadsdistrikt bildades 1 februari 2002 av tidigare Fengrums stad på häradsnivå, Fengrums härad samt Xins stadsdistrikt.
| Karta                | Karta      | Karta     | Karta         | Karta             | Karta     | Karta                    |
| -------------------- | ---------- | --------- | ------------- | ----------------- | --------- | ------------------------ |
|                      |            |           |               |                   |           |                          |
| Nr                   | Namn       | Kinesiska | Hanyu Pinyin  | Befolkning (2004) | Yta (km²) | Befolkningstäthet (/km²) |
| Distrikt             |            |           |               |                   |           |                          |
| 1                    | Lubei      | 路北区    | Lùběi qū      | 620 000           | 113       | 5 487                    |
| 2                    | Lunan      | 路南区    | Lùnán qū      | 240 000           | 65        | 3 692                    |
| 3                    | Guye       | 古冶区    | Gǔyě qū       | 360 000           | 263       | 1 369                    |
| 4                    | Kaiping    | 开平区    | Kāipíng qū    | 330 000           | 253       | 1 304                    |
| 5                    | Fengrun    | 丰润区    | Fēngrùn qū    | 890 000           | 1 334     | 667                      |
| 6                    | Fengnan    | 丰南区    | Fēngnán qū    | 520 000           | 1 568     | 332                      |
| 14                   | Caofeidian | 曹妃甸区  | Cáofēidiān qū | 140 000           | 700       | 200                      |
| Städer på häradsnivå |            |           |               |                   |           |                          |
| 7                    | Zunhua     | 遵化市    | Zūnhuà shì    | 690 000           | 1 521     | 454                      |
| 8                    | Qian'an    | 迁安市    | Qiān'ān shì   | 680 000           | 1 208     | 563                      |
| Härad                |            |           |               |                   |           |                          |
| 9                    | Luan       | 滦县      | Luán xiàn     | 540 000           | 999       | 541                      |
| 10                   | Luannan    | 滦南县    | Luánnán xiàn  | 570 000           | 1 270     | 449                      |
| 11                   | Laoting    | 乐亭县    | Làotíng xiàn  | 490 000           | 1 308     | 375                      |
| 12                   | Qianxi     | 迁西县    | Qiānxī xiàn   | 360 000           | 1 439     | 250                      |
| 13                   | Yutian     | 玉田县    | Yùtián xiàn   | 660 000           | 1 165     | 567                      |